# 모리시마 다케시

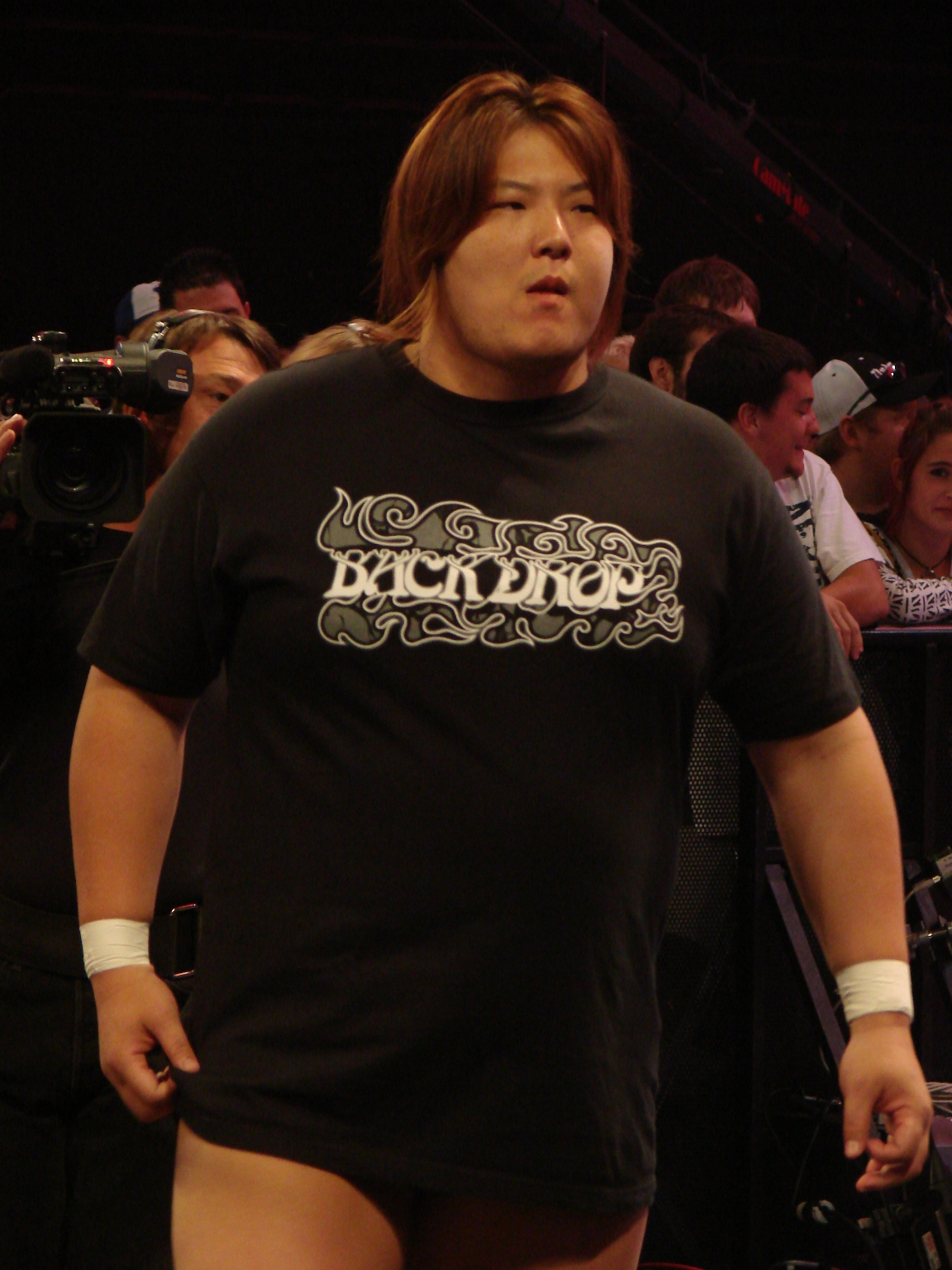
모리시마 다케시

모리시마 다케시(일본어: 森嶋猛, 1978년 10월 15일 ~ )는 일본의 프로레슬러이다. 도쿄도 에도가와구 출신이다. 프로레슬링 노아 소속으로, 애칭은 모리시이다. 필살기는 백 드롭이다.